# International Bitterness Units
International Bitterness Units (IBU) är ett mått på beska i öl.